# Joan Hartigan
Joan Hartigan Bathurst (Sydney, 6 giugno 1912 – Sydney, 31 agosto 2000) è stata una tennista australiana.

## Biografia
Figlia di Thomas Joseph Hartigan (1877–1963) e dell'insegnante Imelda Josephine Boylson, che si sposarono il 26 marzo 1908 a Lewisham.
Durante la sua carriera vinse il singolare all'Australian Open nel 1933 vincendo contro Coral McInnes Buttsworth in due set (6-4, 6-3).
Vinse l'anno successivo contro Margaret Molesworth per 6-1, 6-4 e nel 1936 contro Nancye Wynne in un doppio 6-4. Nel doppio giunse più volte in finale all'Australian Open senza vincere il trofeo:
- 1933, giocò in coppia con Marjorie Gladman Van Ryn, persero contro Margaret Molesworth e Emily Hood Westacott per 6-3, 6-2
- 1934, giocò in coppia con Marjorie Gladman Van Ryn persero contro Joan Hartigan Bathurst e Ula Valkenburg per 6-8, 6-4, 6-4
- 1940, giocò in coppia con Nancye Wynne Bolton, persero contro Thelma Coyne Long e Nancye Wynne Bolton per 7-5, 6-2.

Sposò Hugh Moxon Bathurst.